# Język vidunda
Język vidunda (chividunda, kividunda, ndunda, bantu G38) – język z grupy bantu, którym posługują się mieszkańcy wschodnio-środkowej Tanzanii. 